# Sålhultagölen
Sålhultagölen är en sjö i Gislaveds kommun i Småland och ingår i Ätrans huvudavrinningsområde.